# Rosette (Rebsorte)
Rosette ist eine Rotweinsorte aus der großen Gruppe der Seibel-Reben.
Sie ist eine Neuzüchtung zwischen der durch Hermann Jaeger gezüchteten Hybridrebe Jaeger 70 und einer unbekannten Vitis-vinifera-Sorte. Die Kreuzung erfolgte durch den französischen Züchter Eugène Contassot und wurde von Albert Seibel züchterisch weiterbearbeitet. Durch den Einfluss der Elternteile besitzt die Hybridrebe Rosette die Gene der Wildreben Vitis vinifera, Vitis rupestris und Vitis lincecumii.
Vor 1958 wurde sie auf knapp 3680 Hektar in Frankreich angebaut. Heute ist sie in Kanada (ca. 15 ha) und an der kalten nordamerikanischen Ostküste zum Beispiel im US-Bundesstaat New York (→ Weinbau in New York, Finger Lake AVA) zu finden.
Die früh reifende und ertragreiche Sorte verfügt über eine gute Resistenz gegen die Rebkrankheiten Echter Mehltau und falschen Mehltau. Sie erbringt Roséweine und helle Rotweine, denen es aufgrund fehlender Säure an Struktur fehlt, die aber dennoch angenehm zu trinken sind.
Siehe die Artikel Weinbau in Kanada, Weinbau in Frankreich und Weinbau in den Vereinigten Staaten sowie die Liste von Rebsorten.
Abstammung: Jaeger 70  x  Vitis vinifera
Synonyme: Seibel 1000 (die Zuchtnummer).